# Klasszikus zenei zeneszerzők listája
Ez a lista az európai típusú klasszikus zene legismertebb zeneszerzőit tartalmazza ábécérendben.
A klasszikus zenei zeneszerzők bővebb listáit lásd: Klasszikus zenei zeneszerzők listája korszak szerint
| Ábécé szerinti tartalomjegyzék                                        |
| --------------------------------------------------------------------- |
| A B C Cs D E F G Gy H I J K L M N Ny O P Q R S Sz T Ty U V W X Y Z Zs |

## A

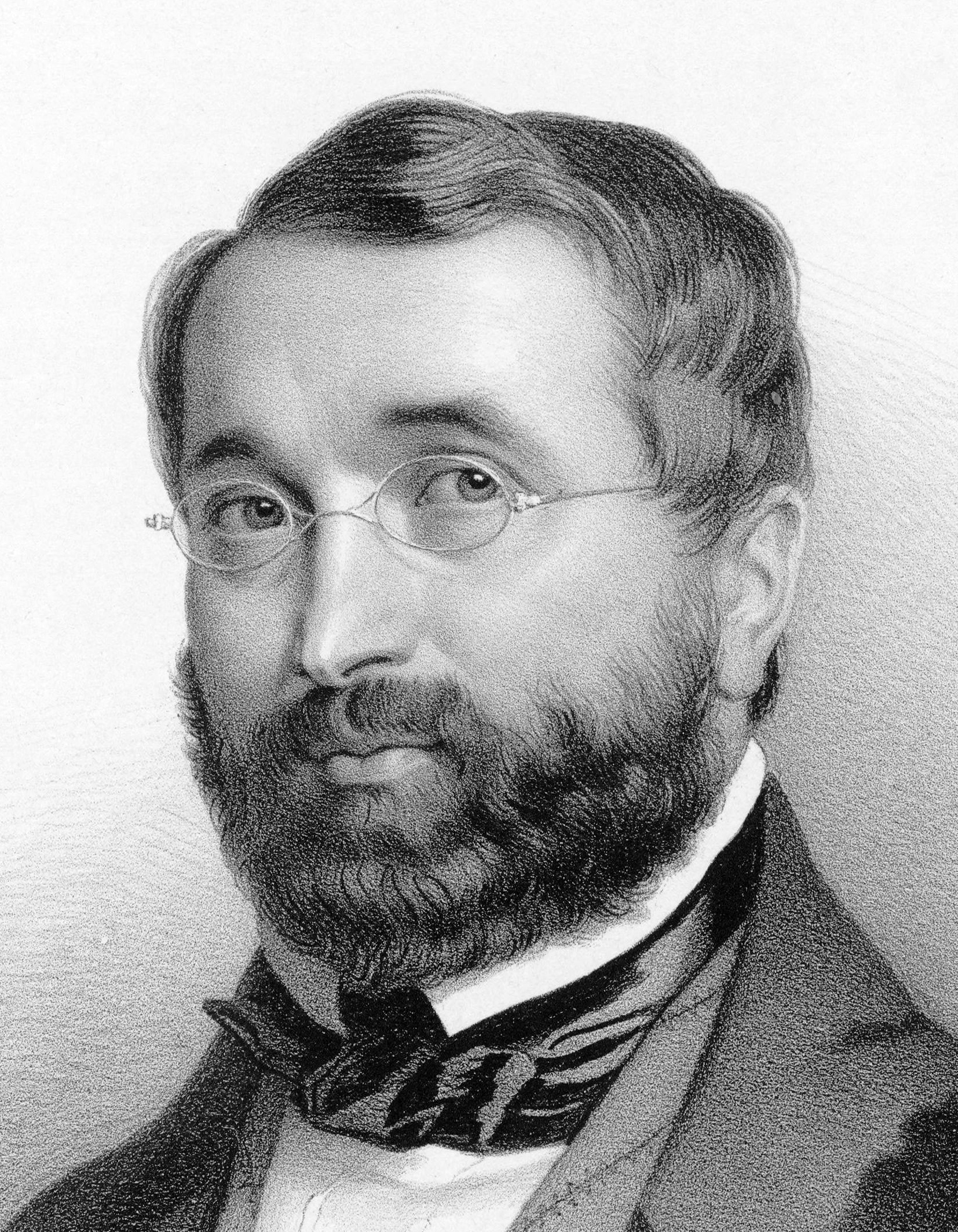
Adolphe Adam

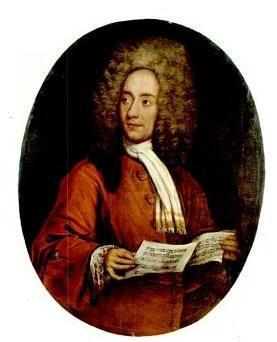
Tomaso Albinoni

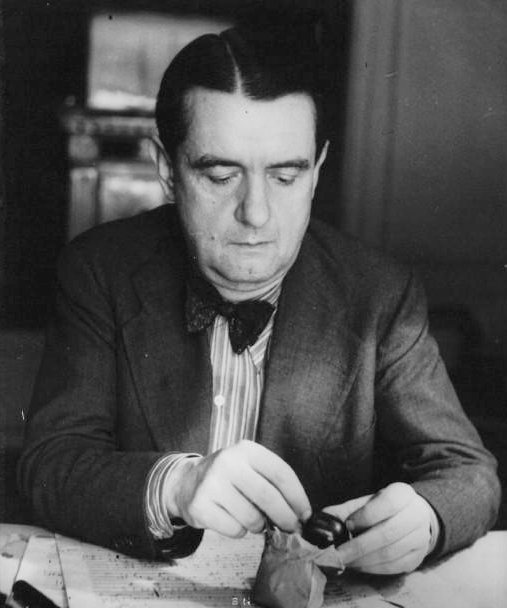
Georges Auric

- Antonio Maria Abbatini (1600–1679)
- Clamor Heinrich Abel (1634–1696)
- Karl Friedrich Abel (1725–1787)
- John Abell (1652–1724)
- Girolamo Abos (1715–1760)
- Ábrahám Pál (1892–1960)
- Ábrányi Kornél (1822–1903)
- Juan Manuel Abras (1975)
- Adolphe Adam (1803–1856)
- John Adson (1587–1640)
- Aggházy Károly (1855–1918)
- Johan Joachim Agrell (1701–1765)
- Aleksander Alabiew (1787–1851)
- Isaac Albéniz (1860–1909)
- Domenico Alberti (1710–1740)
- Henrico Albicastro (1660–1730)
- Tomaso Albinoni (1671–1751)
- Charles-Valentin Alkan (1813–1888)
- Gregorio Allegri (1582 – 1652
- Michael Altenburg (1584–1640)
- Elias Parish Alvars (1808–1849)
- Filippo Amadei 1670 – 1730)
- Attilio Ariosti (1666–1729)
- Thomas Augustine Arne (1710–1778)
- Daniel Auber (1782–1871)
- Georges Auric (1899-1983)
- Charles Avison (1709–1770)

## B

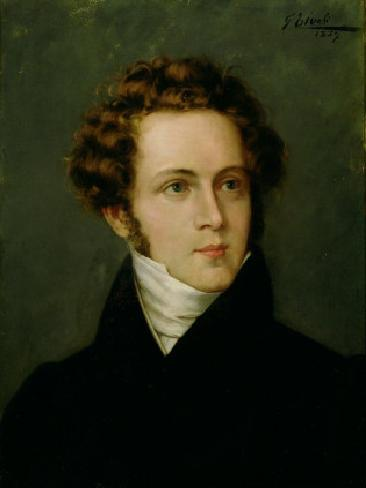
Vincenzo Bellini

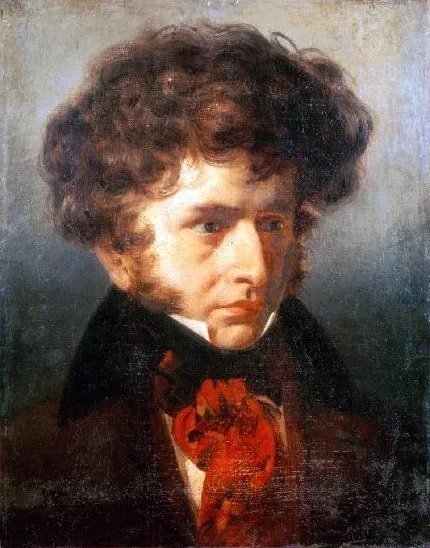
Hector Berlioz

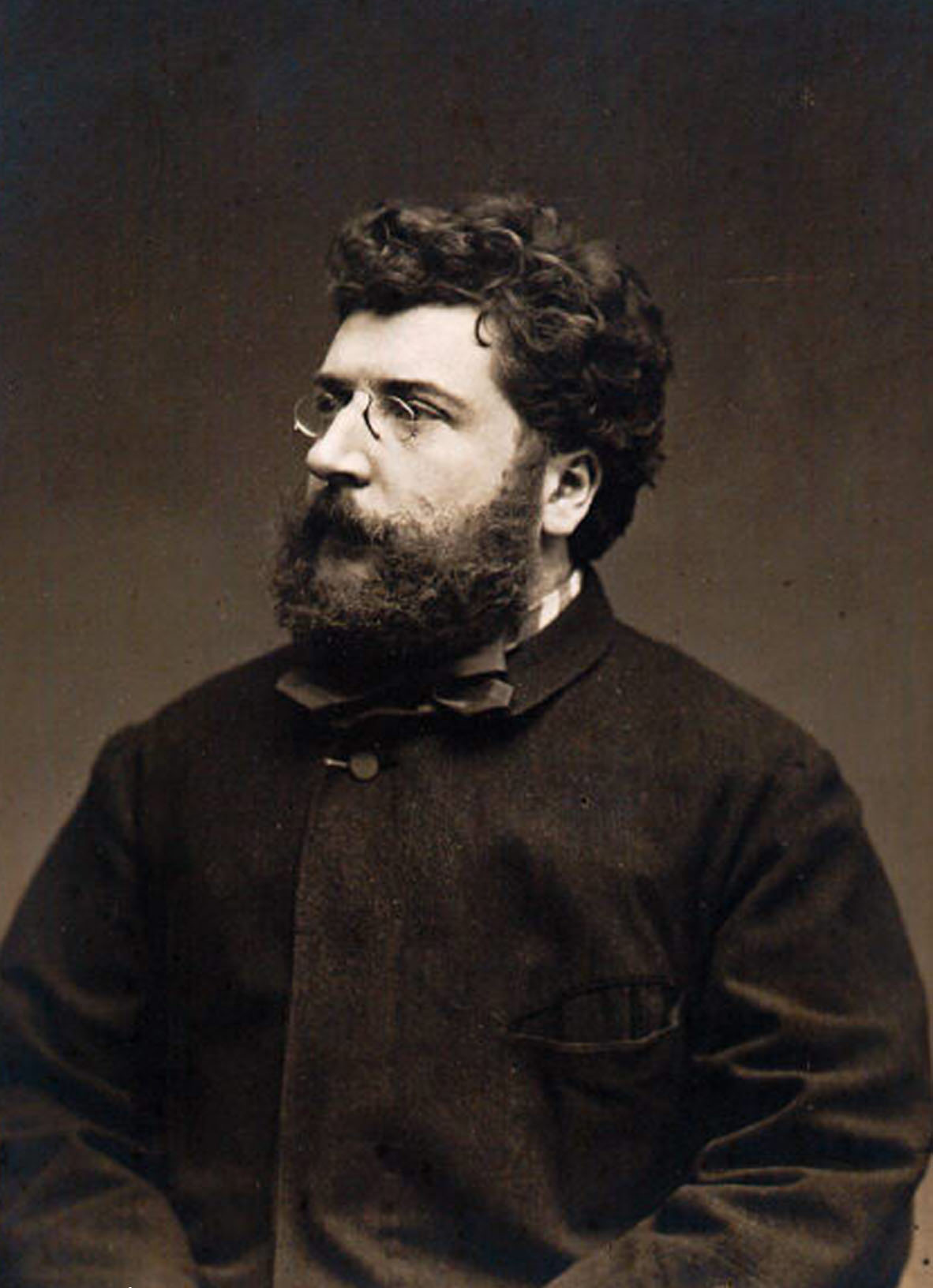
Georges Bizet

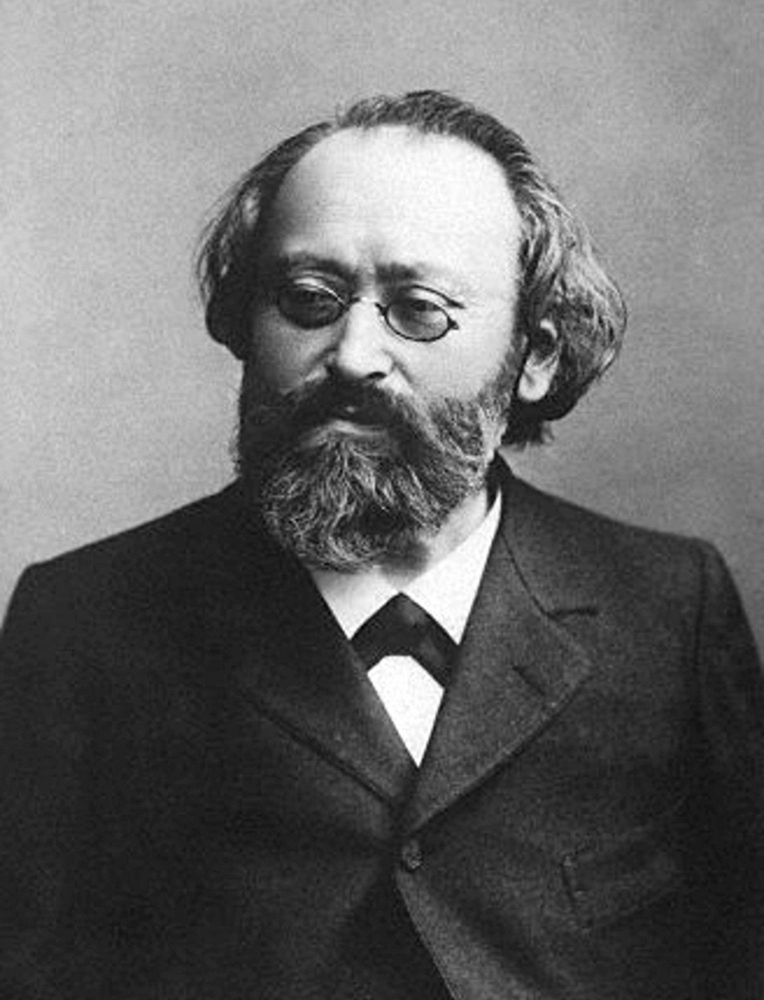
Max Bruch

- Carl Philipp Emanuel Bach (1714–1788)
- Johann Sebastian Bach (1685–1750)
- Johann Christian Bach (1735–1782)
- Wilhelm Friedemann Bach (1710–1784)
- Grażyna Bacewicz (1913–1969)
- Bakfark Bálint (1507–1576)
- Milij Alekszejevics Balakirev (1837–1910)
- Balassa Sándor (1935–)
- Balogh Máté (1990–)
- Bárdos Lajos (1899–1986)
- Bartay Endre (1798–1856)
- Bartók Béla (1881–1945)
- Ludwig van Beethoven (1770–1827)
- Vincenzo Bellini (1801–1835)
- Alban Berg (1885–1935)
- Luciano Berio (1925–2003)
- Irving Berlin (1888–1989)
- Hector Berlioz (1803–1869)
- Leonard Bernstein (1918–1990)
- Georges Bizet (1838–1875)
- Augustyn Bloch (1929–2006)
- Nicolas-Charles Bochsa (1789–1856)
- Joseph Bodin de Boismortier (1689-1755)
- Arrigo Boito (1842–1918)
- Alekszandr Borogyin (1833–1887)
- Giovanni Bottesini (1821–1889)
- Pierre Boulez (1925–2016)
- Bozay Attila (1939–1999)
- Eugene Bozza (1905–1991)
- Johannes Brahms (1833–1897)
- Benjamin Britten (1913–1976)
- Max Bruch (1838-1920)
- Anton Bruckner (1824–1896)
- Charles Burney (1726–1814)
- Dietrich Buxtehude (1637–1707)
- William Byrd (1543–1623)

## C
- John Cage (1912–1992)
- Roberto Carnevale (1966–)
- Alfredo Casella (1883-1947)
- Johannes Ciconia (1373–1414)
- Emmanuel Chabrier (1841-1894)
- Luigi Cherubini (1760–1842)
- Frédéric Chopin (1810–1849)
- Aaron Copland (1900–1990)
- Domenico Cimarosa (1749–1801)
- Arcangelo Corelli (1653–1713)
- François Couperin (1668–1733)
- Carl Czerny (1791–1857)

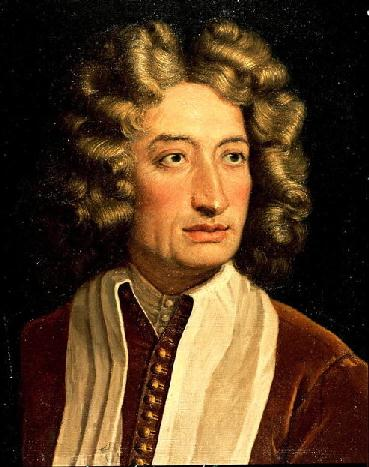
Arcangelo Corelli

- Pjotr Iljics Csajkovszkij (1840–1893)

## D
- Luigi Dallapiccola (1904-1975)
- Claude Debussy (1862–1918)
- Léo Delibes (1836–1891)
- Anton Diabelli (1781–1858)

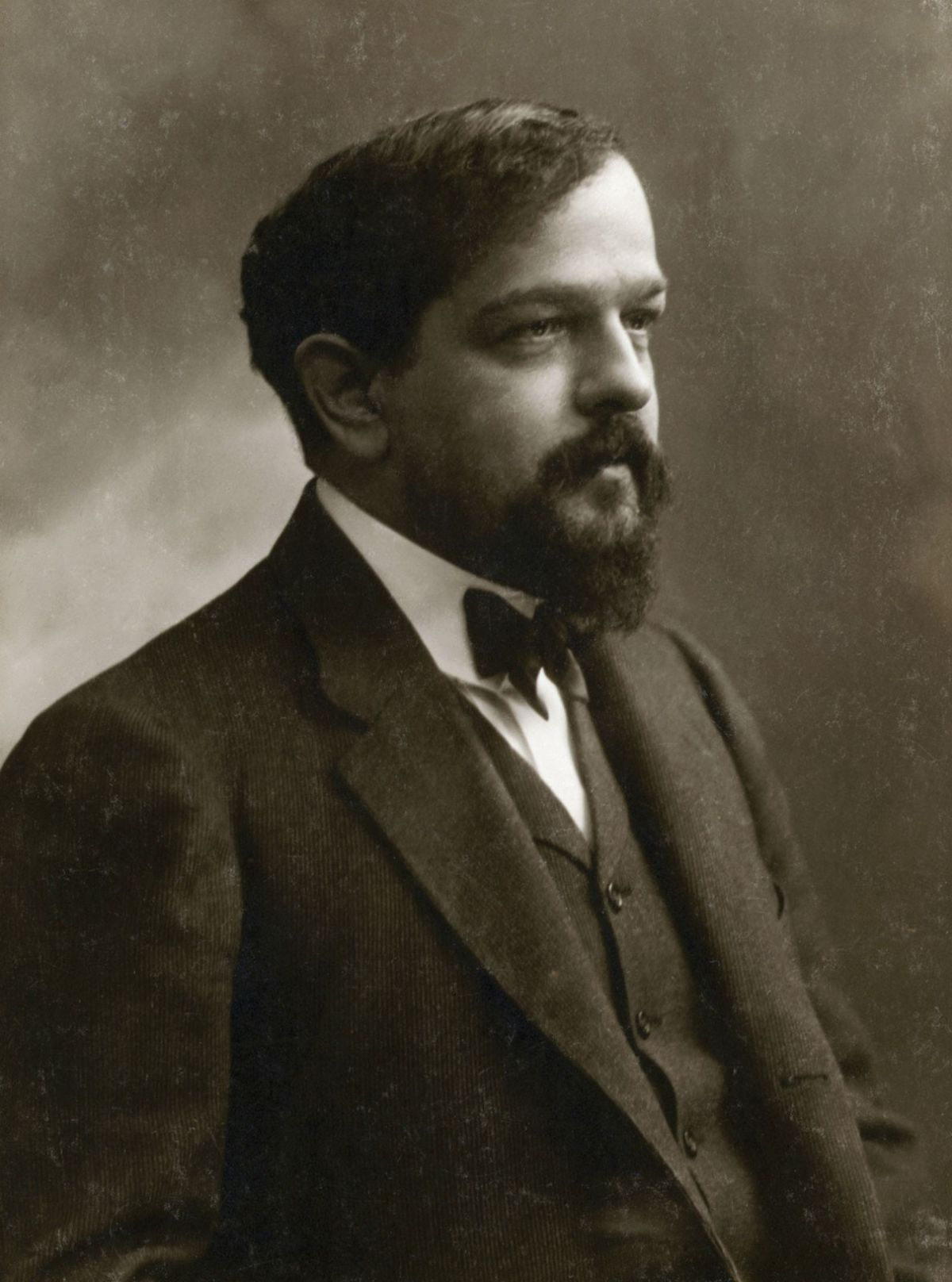
Claude Debussy

- Carl Ditters von Dittersdorf (1739–1799)
- Dohnányi Ernő (1877–1960)
- Gaetano Donizetti (1797–1848)
- John Dowland (1563–1626)
- Domenico Dragonetti (1763–1846)
- Georg Druschetzky (1745–1819)
- Paul Dukas (1865-1935)
- Louis Durey (1888-1979)
- Durkó Zsolt (1934–1997)
- Maurice Duruflé (1902-1986)
- Antonín Dvořák (1841–1904)

## E
- Johann Ernst Eberlin (1702–1762)
- Egressy Béni (1814–1851)
- Edward Elgar (1857–1934)
- Józef Elsner (1769–1854)
- George Enescu (1881–1955)
- Eötvös Péter (1944–)
- Erkel Ferenc (1810–1893)

## F
- Manuel de Falla (1876–1946)

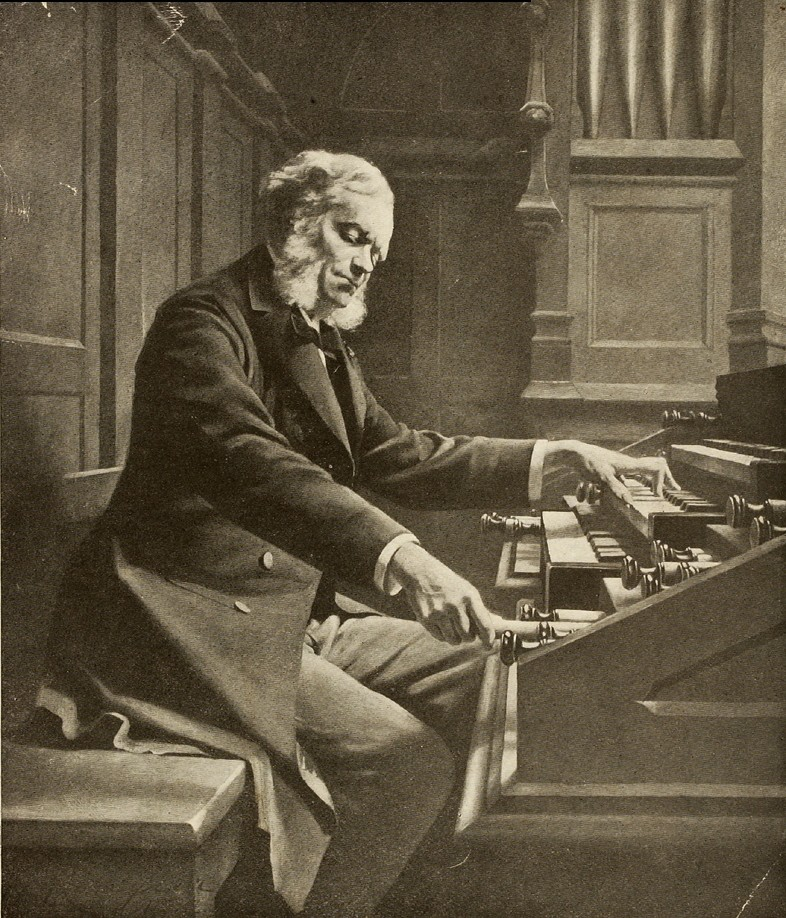
César Franck

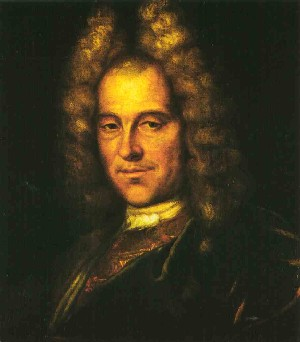
Johann Joseph Fux

- Farkas Ferenc (zeneszerző) (1905–2000)
- Gabriel Fauré (1845–1924)
- John Field (1782–1837)
- Antoine Forqueray (1672–1745)
- Jean-Baptiste-Antoine Forqueray (1699–1782)
- César Franck (1822–1890)
- Johann Joseph Fux (1660–1741)

## G
- Giovanni Gabrieli (~1555 – 1612)
- Baldassare Galuppi (1706–1785)
- Francesco Geminiani (1687–1762)
- George Gershwin (1898–1937)
- Carlo Gesualdo (1560–1613)
- Philip Glass (1937–)

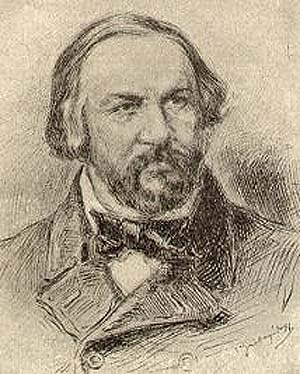
Mihail Ivanovics Glinka

- Mihail Ivanovics Glinka (1804–1857)
- Christoph Willibald Gluck (1714–1787)
- Glenn Gould (1932–1982)
- Charles Gounod (1818–1893)
- Henryk Górecki (1933–2010)
- Edvard Grieg (1843–1907)
- Gérard Grisey (1946–1998)
- Szofia Gubajdulina (1931–)

## H

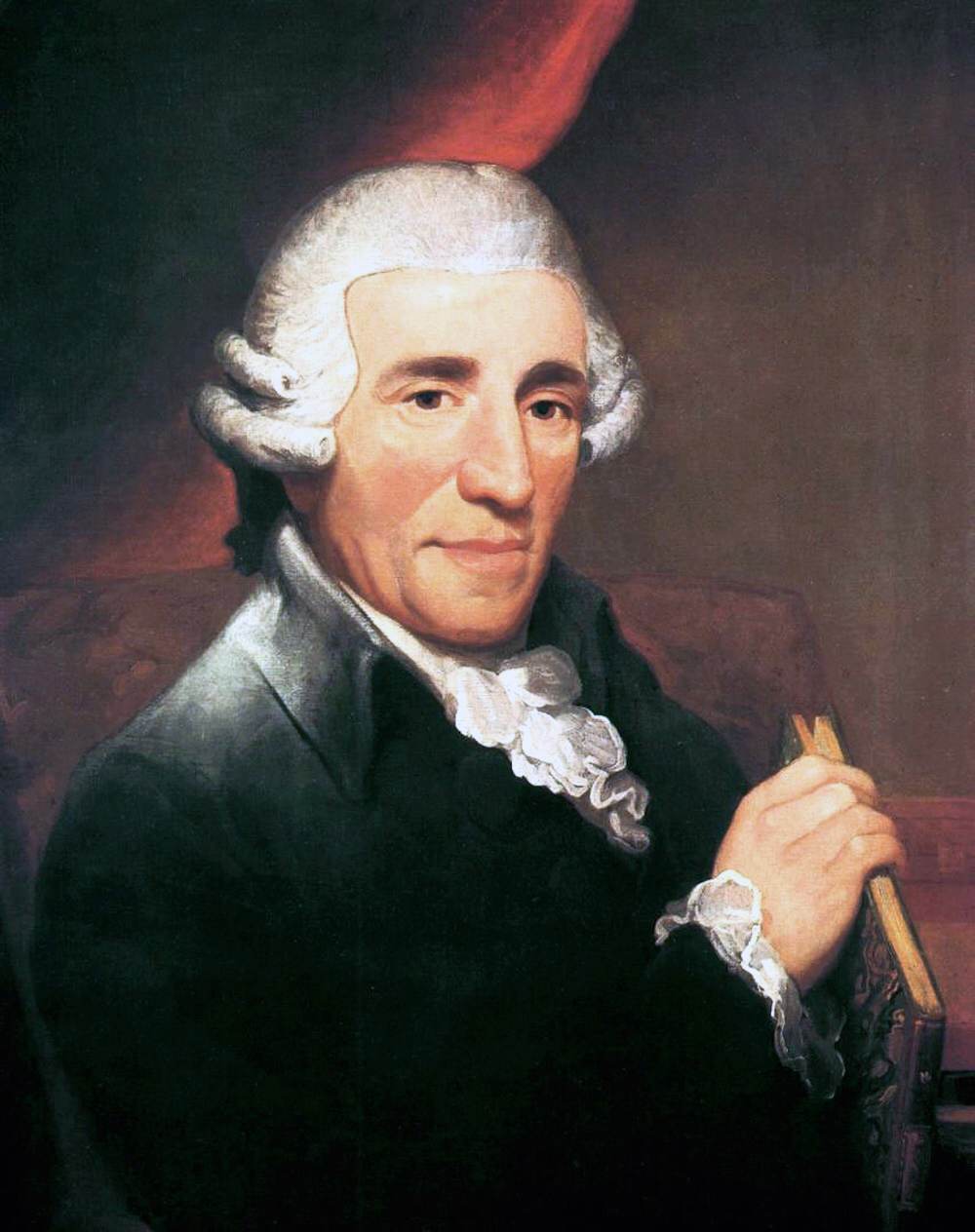
Joseph Haydn

- Georg Friderich Händel (1685–1759)
- Aram Hacsaturján (1903–1978)
- Adam de la Halle (ok. 1237 – 1306)
- Johann Adolf Hasse (1699–1783)
- Joseph Haydn (1732–1809)
- Hans Werner Henze (1926–)
- Paul Hindemith (1895–1963)
- Gustav Holst (1874–1934)
- Arthur Honegger (1892–1955)
- Hubay Jenő (1858–1937)
- Johann Nepomuk Hummel (1778–1837)

## I
- Vincent d’Indy (1851-1935)
- Charles Ives (1874–1954)

## J

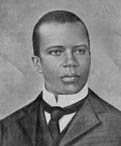
Scott Joplin

- Clément Janequin (~1485–1558)
- Leoš Janáček (1854–1928)
- Scott Joplin (1868–1917)

## K
- Kálmán Imre (1882–1953)
- Shigeru Kan-no (1959–)
- Kenessey Jenő (1905–1976)
- Kocsár Miklós (1933–2019)
- Kodály Zoltán (1882–1967)
- Kósa György (1897–1984)
- Erich Wolfgang Korngold (1897–1957)
- Kurtág György (1926–)

## L

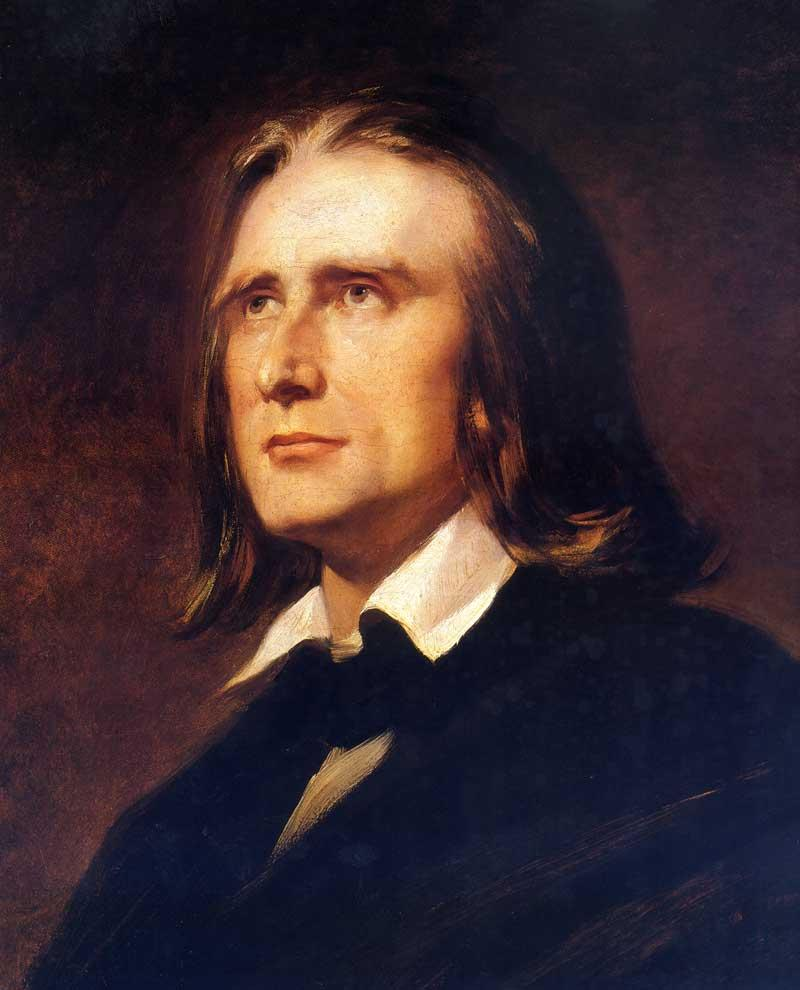
Liszt Ferenc

- Francesco Landini (1325/1335–1397)
- Édouard Lalo (1823–1892)
- Orlande de Lassus (1532–1594)
- Lavotta János (1764–1820)
- Jean-Marie Leclair (1697–1764)
- Lehár Ferenc (1870–1948)
- Ruggero Leoncavallo (1857–1919)
- Leoninus (1135–1190)
- Ligeti György (1923–2006)
- Lilich Miklós (1890-1963)
- Andrea Luchesi (1741–1801)
- Jean-Baptiste Lully (1632–1687)
- Witold Lutosławski (1913–1994)

## M
- Peter Machajdík (1961–)
- Guillaume de Machaut (1300–1377)
- Gustav Mahler (1860–1911)
- Alessandro Marcello (1667)-(1747)
- Benedetto Marcello (1686)-(1739)
- Bohuslav Martinů (1890–1959)
- Pietro Mascagni (1863–1945)

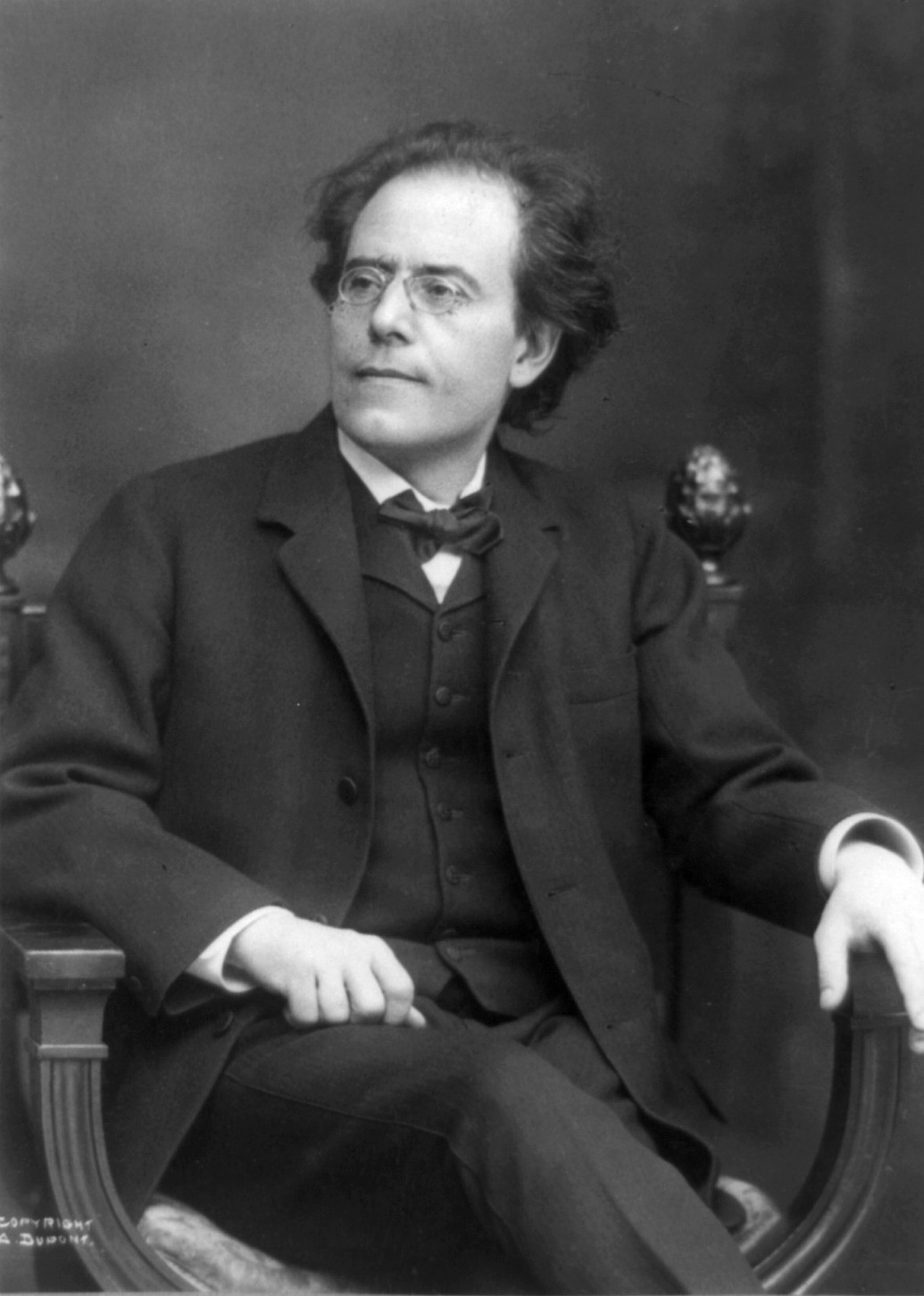
Gustav Mahler

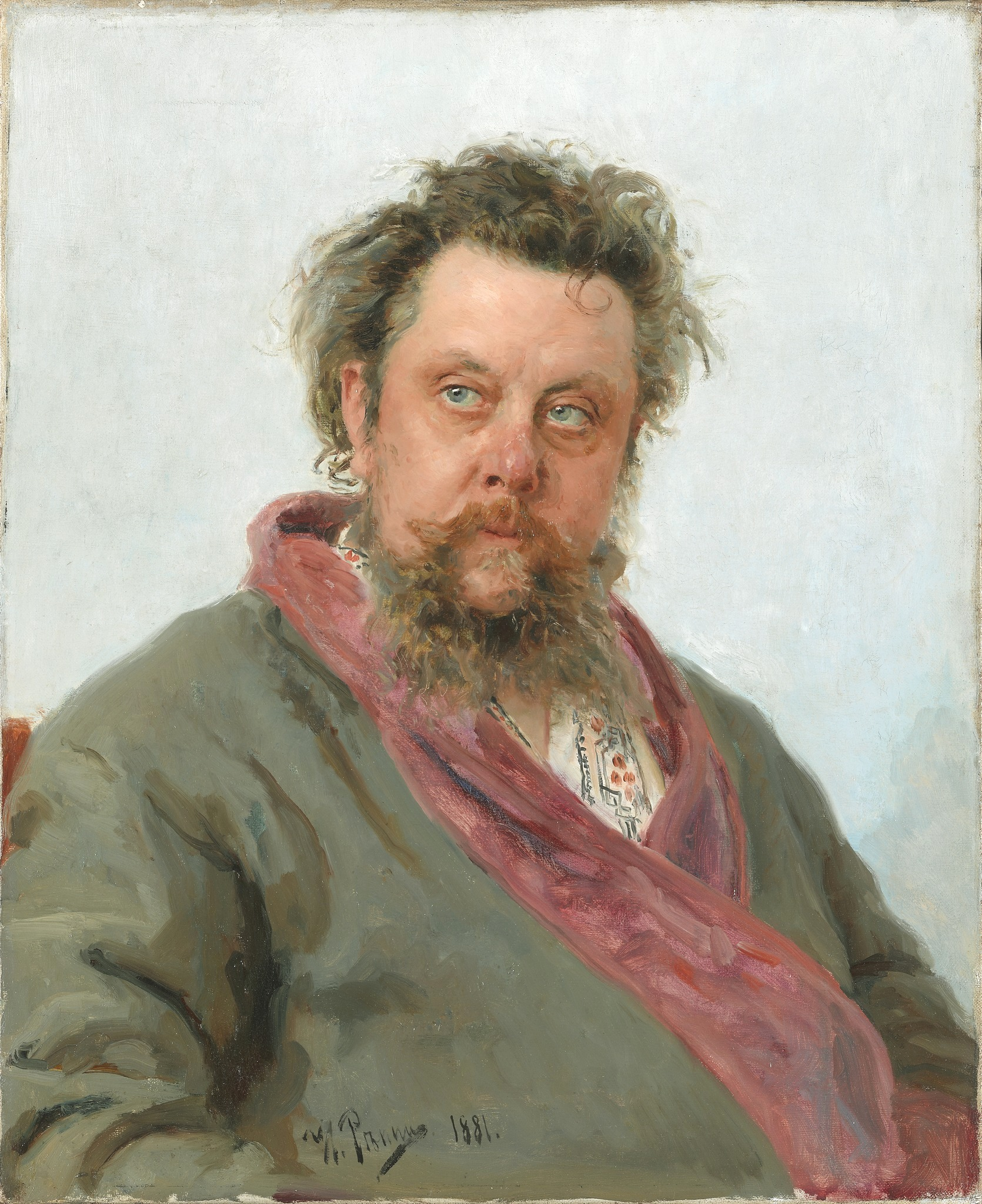
Muszorgszkij

- Jules Émile Frédéric Massenet (1842–1912)
- Fanny Mendelssohn (1805-1847)
- Felix Mendelssohn Bartholdy (1809–1847)
- Olivier Messiaen (1908–1992)
- Giacomo Meyerbeer (1791–1864)
- Darius Milhaud (1892–1974)
- Stanisław Moniuszko (1819–1872)
- Claudio Monteverdi (1567–1643)
- Mosonyi Mihály (1815–1870)
- Wolfgang Amadeus Mozart (1756–1791)
- Modeszt Petrovics Muszorgszkij (1839–1881)

## N
- Carl Nielsen (1865–1931)
- Luigi Nono (1924–1990)
- Nagy Ákos (1982–)

## O
- Johannes Ockeghem (1425–1497)
- Jacques Offenbach (1819–1880)
- Carl Orff (1895–1982)
- Orlande de Lassus (1532–1594)

## P
- Johann Pachelbel (1653–1706)
- Ferdinando Paër (1771–1839)
- Niccolò Paganini (1782–1840)
- Giovanni Paisiello (1740–1816)
- Giovanni da Palestrina (1525–1594)
- Andrzej Panufnik (1914–1991)
- Arvo Pärt (1935–)
- Krzysztof Penderecki (1933–)

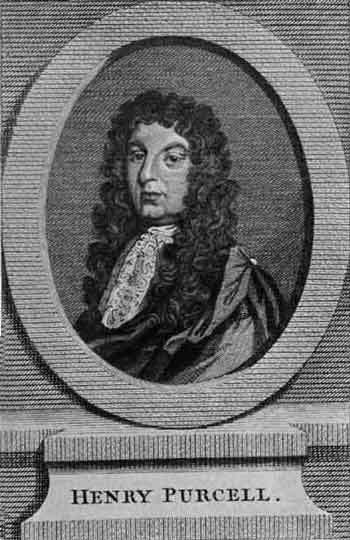
Henry Purcell

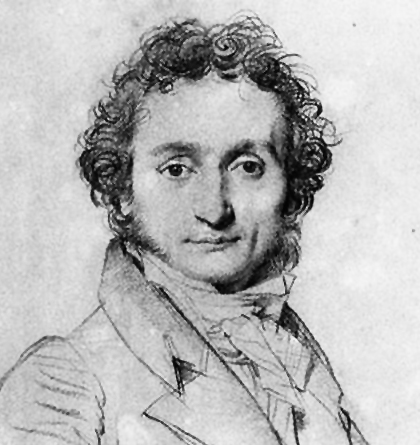
Niccolò Paganini

- Giovanni Battista Pergolesi (1710–1736)
- Perotinus (13. század)
- Petrovics Emil (1930–2011)
- Domenico da Piacenza (1390–1470)
- Amilcare Ponchielli (1834–1886)
- Popper Dávid (1843–1913)
- Francis Poulenc (1899–1963)
- Josquin des Prez (1440–1521)
- Szergej Szergejevics Prokofjev (1891–1953)
- Giacomo Puccini (1858–1924)
- Henry Purcell (1659–1695)

## R
- Sergey Rachmaninov (1873–1943)
- Jean-Philippe Rameau (1683–1764)

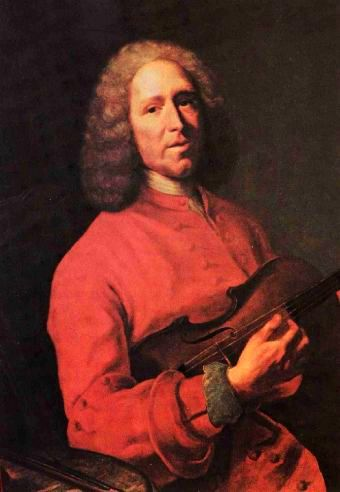
Jean-Philippe Rameau

- Ránki György (zeneszerző) (1907–1992)
- Maurice Ravel (1875–1937)
- Steve Reich (1936–)
- Ottorino Respighi (1879–1936)
- Nyikolaj Andrejevics Rimszkij-Korszakov (1844–1908)
- Joaquin Rodrigo (1901–1999)
- Johan Helmich Roman (1694–1758)
- Gioachino Rossini (1792–1868)
- Pierre de la Rue (1460–1518)
- Cipriano de Rore (1515–1565)

## S
- Camille Saint-Saëns (1835–1921)
- Antonio Salieri (1750–1825)

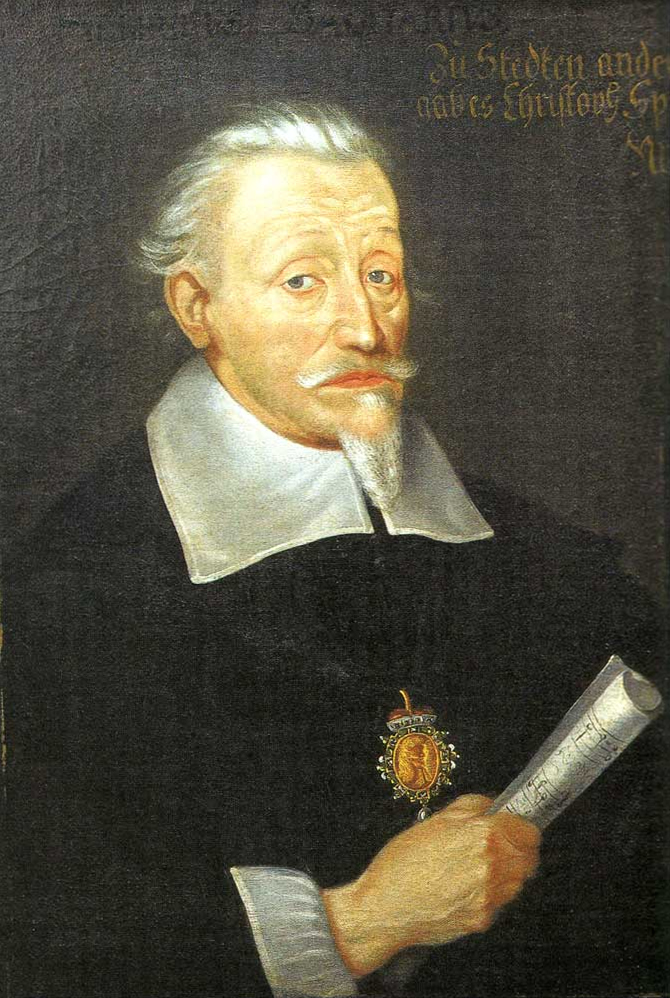
Heinrich Schütz

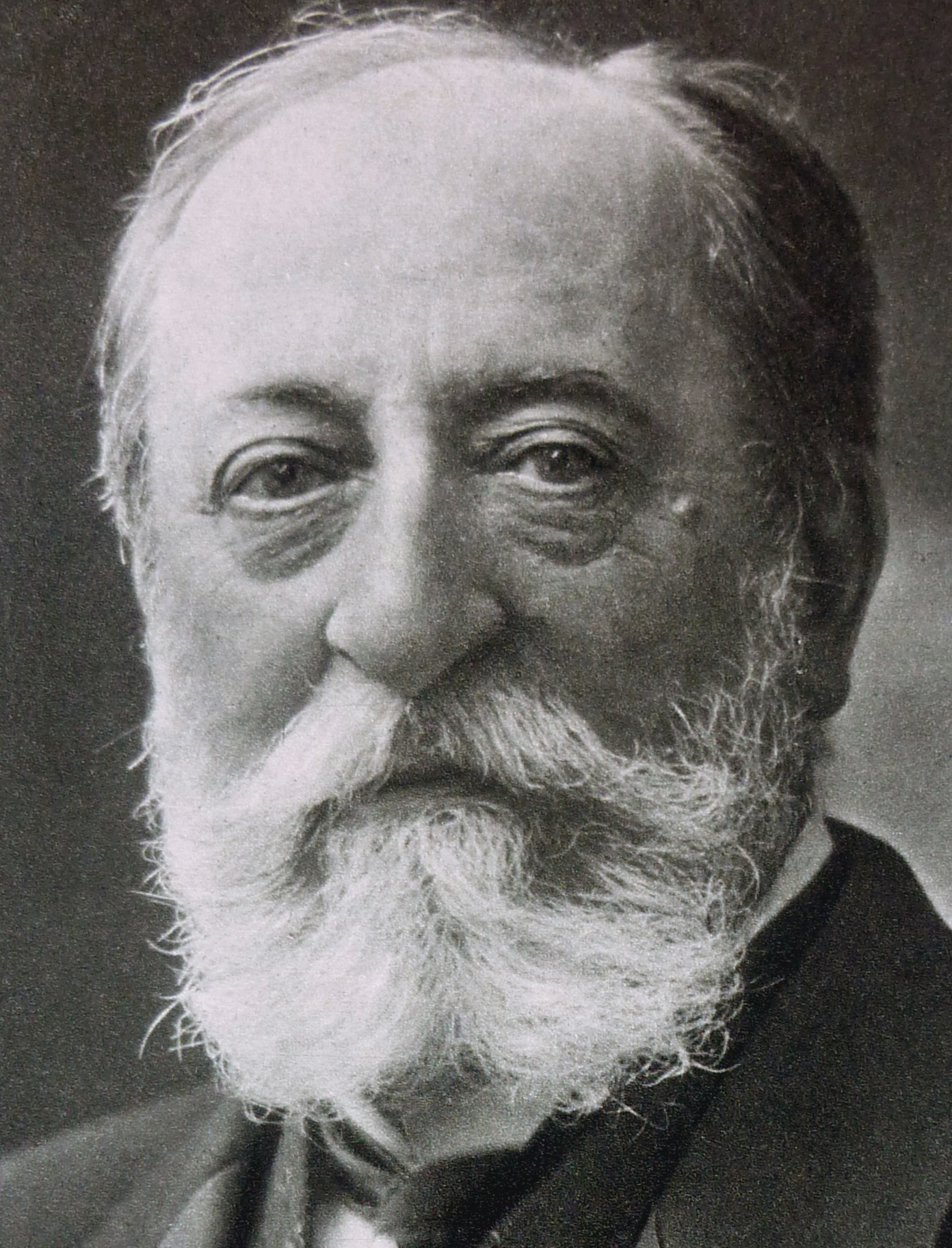
Camille Saint-Saëns

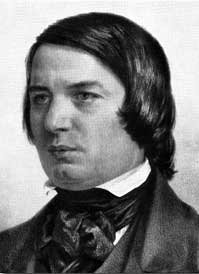
Robert Schumann

- Giuseppe Sammartini (ok. 1693 – 1750)
- Giovanni Battista Sammartini (1701–1775)
- Pablo de Sarasate (1844–1908)
- Erik Satie (1866–1925)
- Alessandro Pietro Scarlatti (1660–1725)
- Domenico Giuseppe Scarlatti (1685–1757)
- Arnold Schönberg (1874–1951)
- Franz Schubert (1797–1828)
- Robert Schumann (1810–1856)
- Heinrich Schütz (1585–1672)
- Jean Sibelius (1865–1957)
- Bedřich Smetana (1824–1884)
- Martin Smolka (1959–)
- Dmitrij Dmitrijevics Sosztakovics (1906–1975)
- Karlheinz Stockhausen (1928–)
- Johann Strauss (id.) (1804–1849)
- Johann Strauss (ifj.) (1825–1899)
- Richard Strauss (1864–1949)

## Sz
- Szabó Ferenc (zeneszerző) (1902–1969)
- Alekszandr Nyikolajevics Szkrjabin (1872–1915)
- Igor Sztravinszkij (1882–1971)
- Karol Szymanowski (1882–1937)

## T
- Germaine Tailleferre (1892-1983)
- Toru Takemitsu (1930–1996)
- Thomas Tallis (1505–1585)
- Georg Philipp Telemann (1681–1767)
- Michael Tippett (1905–1998)
- Tiszai Péter (1973. Budapest)
- Tóth Péter (zeneszerző) (1965 Budapest)

## V
- Edgar Varese (1883–1965)

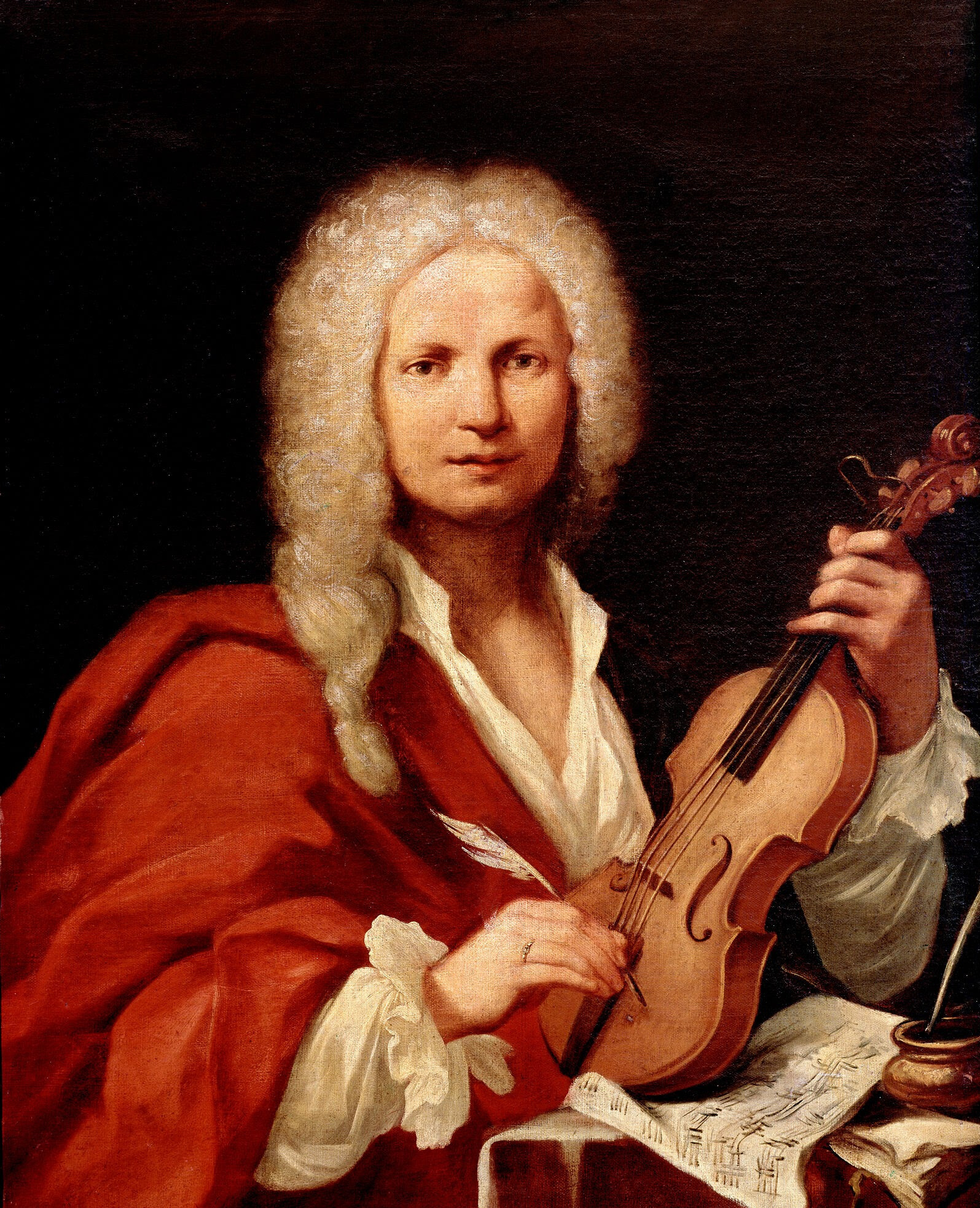
Antonio Vivaldi (1678–1741)

- Ralph Vaughan Williams (1872–1958)
- Giuseppe Verdi (1813–1901)
- Tomás Luis de Victoria (1550–1611)
- Louis Vierne (1870–1937)
- Henri Vieuxtemps (1820–1881)
- Heitor Villa-Lobos (1887–1959)
- Antonio Vivaldi (1678–1742)
- Walther von der Vogelweide (1170–1230)

## W

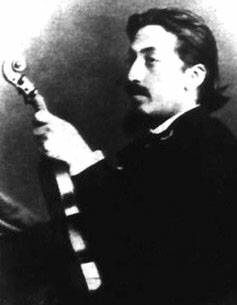
Henryk Wieniawski

- Richard Wagner (1813–1883)
- Carl Maria von Weber (1786–1826)
- Anton Webern (1883–1945)
- Kurt Weill (1900–1950)
- Weiner Leó (1885–1960)
- Sylvius Leopold Weiss (1686–1750)
- Charles-Marie Widor (1844-1937)
- Henryk Wieniawski (1835–1880)
- Hugo Wolf (1860–1903)
- Würtzler Arisztid (1925–1997)

## X
- Jannisz Xenakisz (1922–2001)

## Y
- La Monte Young (1935–)
- Eugène Ysaÿe (1858–1931)

## Z
- Jan Dismas Zelenka (1679–1745)
- Alexander von Zemlinsky (1872–1942)
- Domenico Zipoli (1688–1726)